# Antonietta Grassi
Antonietta Grassi née en1965 à Montréal  est une artiste canadienne contemporaine.  Elle est connue pour ses peintures abstraites qui font référence aux textiles et au langage formel des technologies.

## Biographie
Québécoise d’origine italienne, née de parents qui immigrent à la fin des années 50, Antonietta Grassi a grandi dans la communauté italo-canadienne de Montréal. Elle a obtenu un diplôme de maîtrise en arts visuels à l’Université du Québec à Monréal en 1997 et un baccalauréat spécialisé en peinture et dessin à l’Université Concordia en 1995. Depuis, son travail a fait l'objet d'expositions individuelles et collectives des musées et des galeries au Canada, aux États-Unis et en Europe, notamment au Musée national des beaux-arts du Québec, au Kunstwerk Calshutte à Budelsdorf en Allemagne, au Trestle Gallery à New York, à la Galerie McClure, Lilian Rodriguez, Leonard et Bina Ellen et la Trestle Gallery. Ses œuvres font partie de nombreuses collections publiques, corporatives et privées, notamment dans la collection du Musée national des beaux-arts du Québec, celle du Musée d’art contemporains de Baie-Saint-Paul, Conseil des arts et des lettres du Québec et de la Collection du Mouvement Desjardins. Elle est représentée par la Patrick Mikhail Gallery à Montréal.

## Démarche
Les peintures abstraites aux formes géométriques d’Antonietta Grassi font référence aux textiles, à l'architecture, aux technologies analogiques et à l'histoire de la peinture du XXe siècle. Son approche de la peinture qui est à la fois intuitive et techniquement précise est réalisée par la superposition de multicouches de couleur. Ces œuvres qui peuvent être confondues avec des œuvres numériques créent autant de contrastes que de connections entre la technologie et le travail fait main.

## Expositions
Expositions individuelles  (sélection)
·      2022: Zip Stack Flow, Galerie Patrick Mikhail, Montréal, QC
·      2021: Lignes de Vie, Galerie d’art de la ville d’Ottawa, Ottawa, ON
·      2021: Off-Line, Ronewa Projects, Berlin, Allemagne
·      2019: Contemplation for Obsolete Objects: Postscript, Harcourt House, Edmonton, AB
·      2018: Architectonica, Stewart Hall Art Gallery, Pointe-Claire, QC
·      2018: Contemplation for Obsolete Objects, Galerie Patrick Mikhail, Montréal, QC
·      2017: Flatpack, Galerie R3, Université du Québec à Trois-Rivières, Trois-Rivières, QC
·      2016: Ouvertures délibérées et enclos accidentels, Maison de la culture de Gatineau, Montréal, QC
·      2011: Nouvelles peintures / New Painting, Galerie McClure, Montréal, QC
·      2005: Mots Perdus, Galerie Esthesio, Québec, QC
·      2001: Paysages, Galerie Lilian Rodriguez, Montréal, QC
·      1999: Painting dot com, Galerie Lilian Rodriguez, Montréal, QC
·      1997: Projet cicatrices, Galerie Clark, Montréal, QC
Expositions collectives
·      2022: Transobjectional: From the Handmade to the Digital, Patrick Mikhail Gallery, Montréal, QC
·      2021: Foire Papier 2021, Galerie Patrick Mikhail, Montréal, QC
·      2018: Foire Papier 2018, Galerie Patrick Mikhail, Montréal, QC
·      2017: Le hasard contenu : une conversation sur la peinture abstraite, Maison de la culture Frontenac, Montréal, QC
·      2016: Small Works, Trestle Gallery, New York, É.-U.
·      2015: Nord Art 2015, Kunstwerk Carlshutte, Budelsdorf, Allemagne
·      2012: Nouvelles acquisitions, Musée national des beaux-arts du Québec, QC
·      2004: Terra Tremante, Museo Civico di Molise, Molise, IT
·      2002: Hommage à Yves Gaucher, Galerie Leonard and Bina Ellen, Montréal, QC
·      2000: La cathédrale engloutie, Galerie Liliane Rodriguez, Montréal, QC